# 莱斯·亨特
莱斯利·亨特（英語：Leslie Hunter，1942年8月16日—2020年3月27日），美国NBA联盟职业篮球运动员。他在1964年的NBA选秀中第2轮第9顺位被底特律活塞选中。